# اچ‌ام‌اس سی۲
اچ‌ام‌اس سی۲ (به انگلیسی: HMS C2) یک زیردریایی بود که طول آن ۱۴۳ فوت ۲ اینچ (۴۳٫۶۴ متر) بود. این زیردریایی در سال ۱۹۰۶ ساخته شد.